# كاي هانلي
كاي هانلي (بالإنجليزية: Kay Hanley)‏ هي موسيقية أمريكية، ولدت في 11 سبتمبر 1968 في دورشستر ‏ في الولايات المتحدة.

## وصلات خارجية
- الموقع الرسمي
- كاي هانلي على موقع IMDb (الإنجليزية)
- كاي هانلي على موقع ميوزك برينز (الإنجليزية)
- كاي هانلي على موقع أول ميوزيك (الإنجليزية)
- كاي هانلي على موقع ديسكوغز (الإنجليزية)
- كاي هانلي على موقع قاعدة بيانات الفيلم (الإنجليزية)